# Copa México 1942/43
Die Copa México 1942/43 war die erste Austragung des Fußball-Pokalwettbewerbs nach Einführung des Profifußballs in Mexiko und das erste Turnier in der Ära des mexikanischen Profifußballs überhaupt. Teilnahmeberechtigt waren die zehn Mannschaften, die in der folgenden Spielzeit die Eröffnungssaison 1943/44 der neu gegründeten Profiliga bestritten.

## Pokalsieger
Pokalsieger wurde die Unión Deportiva Moctezuma, Mannschaft der gleichnamigen Brauerei aus der Industriestadt Orizaba. Es war die einzige Vereinsmannschaft, die in der Punktspielrunde der gerade beendeten Saison 1942/43 der noch offiziell auf Amateurstatus betriebenen Liga Mayor außerhalb von Mexiko-Stadt beheimatet war. Die anderen sechs Vereine waren alle in der Hauptstadt beheimatet (nur fünf von ihnen stiegen allerdings direkt in den Profifußball ein, während der Club Necaxa zunächst den Amateurstatus beibehielt) und die Selección Jalisco als achter Teilnehmer war eine Auswahlmannschaft diverser Vereine aus Mexikos zweitgrößter Stadt Guadalajara.
Durch diesen Erfolg belegt die Stadt Orizaba im Bundesstaat Veracruz eine besondere Stellung im mexikanischen Fußball. Denn sie stellte mit dem Orizaba Athletic Club nicht nur den ersten Fußballmeister Mexikos (1902/03), sondern mit Moctezuma 40 Jahre später auch noch den Sieger des ersten Profiturniers, das im mexikanischen Fußball veranstaltet wurde.

## Modus
Das Turnier wurde in der Vorrunde mit zwei Gruppen ausgetragen, die in gewisser Weise nach regionalen Gesichtspunkten zusammengestellt waren.
Die Gruppe A bestand aus den drei teilnehmenden Mannschaften des östlichen Bundesstaates Veracruz (dem durch Fusion neu entstandenen CD Veracruz aus der gleichnamigen Hafenstadt Veracruz sowie den Vereinen A.D.O. und Moctezuma aus der auf halbem Wege zwischen Veracruz und Puebla gelegenen Industriestadt Orizaba), die durch die beiden Hauptstadtvereine Atlante und España komplettiert wurde.
Die Gruppe B bestand aus den beiden Mannschaften der im mexikanischen Westen gelegenen Stadt Guadalajara, Club de Fútbol Atlas und Club Deportivo Guadalajara, und wurde durch die weiteren drei Hauptstadtvereine América, Asturias und Marte ergänzt.
Aus beiden Fünfergruppen qualifizierten sich jeweils vier Mannschaften für das im K.-o.-System ausgetragene Viertelfinale. Sowohl das Viertelfinale als auch das Halbfinale und das Finale wurden in jeweils nur einer Begegnung entschieden. Alle K.-o.-Spiele wurden im Parque Asturias von Mexiko-Stadt ausgetragen.

## Vorrunde
Die Begegnungen der Vorrunde wurden zwischen dem 30. Mai und 1. August 1943 ausgetragen.

### Gruppe A

#### Tabelle
| Pl. | Verein      | Sp. | S | U | N | Tore    | Diff. | Punkte |
| --- | ----------- | --- | - | - | - | ------- | ----- | ------ |
| 1.  | España      | 4   | 3 | 0 | 1 | 016:600 | +10   | 06:20  |
| 2.  | Atlante     | 4   | 2 | 1 | 1 | 011:600 | +5    | 05:30  |
| 3.  | A.D.O.      | 4   | 2 | 0 | 2 | 006:900 | −3    | 04:40  |
| 4.  | Moctezuma   | 4   | 1 | 1 | 2 | 010:130 | −3    | 03:50  |
| 5.  | CD Veracruz | 4   | 1 | 0 | 3 | 008:170 | −9    | 02:60  |

#### Spiele
| 6. Juni 1943   |     |             |
| España         | 4:0 | A.D.O.      |
| Moctezuma      | 5:2 | CD Veracruz |
| 20. Juni 1943  |     |             |
| Moctezuma      | 2:4 | A.D.O.      |
| 27. Juni 1943  |     |             |
| España         | 2:3 | Atlante     |
| 4. Juli 1943   |     |             |
| España         | 5:1 | Moctezuma   |
| CD Veracruz    | 1:6 | Atlante     |
| 11. Juli 1943  |     |             |
| A.D.O.         | 1:0 | Atlante     |
| 18. Juli 1943  |     |             |
| CD Veracruz    | 2:5 | España      |
| 1. August 1943 |     |             |
| Atlante        | 2:2 | Moctezuma   |
| CD Veracruz    | 3:1 | A.D.O.      |

### Gruppe B

#### Tabelle
| Pl. | Verein         | Sp. | S | U | N | Tore    | Diff. | Punkte |
| --- | -------------- | --- | - | - | - | ------- | ----- | ------ |
| 1.  | Marte          | 4   | 3 | 0 | 1 | 010:500 | +5    | 06:20  |
| 2.  | Asturias       | 4   | 2 | 0 | 2 | 008:400 | +4    | 04:40  |
| 3.  | CD Guadalajara | 4   | 2 | 0 | 2 | 007:900 | −2    | 04:40  |
| 4.  | América        | 4   | 2 | 0 | 2 | 006:800 | −2    | 04:40  |
| 5.  | Atlas          | 4   | 1 | 0 | 3 | 006:110 | −5    | 02:60  |

#### Spiele
| 30. Mai 1943   |     |                |
| Marte          | 4:0 | América        |
| 6. Juni 1943   |     |                |
| Atlas          | 3:1 | CD Guadalajara |
| 13. Juni 1943  |     |                |
| Asturias       | 3:0 | Marte          |
| 20. Juni 1943  |     |                |
| América        | 5:3 | Atlas          |
| CD Guadalajara | 3:1 | Asturias       |
| 4. Juli 1943   |     |                |
| Atlas          | 0:1 | Marte          |
| 11. Juli 1943  |     |                |
| América        | 1:0 | Asturias       |
| 18. Juli 1943  |     |                |
| Marte          | 5:2 | CD Guadalajara |
| 25. Juli 1943  |     |                |
| Asturias       | 4:0 | Atlas          |
| 1. August 1943 |     |                |
| CD Guadalajara | 1:0 | América        |

## Finalrunde

### Viertelfinale
Die Begegnungen des Viertelfinals wurden, über den gesamten August verteilt, jeweils im Parque Asturias von Mexiko-Stadt ausgetragen. Höhepunkt war sicher das „spanische Duell“ zwischen Asturias und España, das die „Hausherren“ mit 4:3 zu ihren Gunsten entscheiden konnten.
| Datum           |          | Ergebnis |                |
| --------------- | -------- | -------- | -------------- |
| 8. August 1943  | América  | 2:3      | A.D.O.         |
| 15. August 1943 | Atlante  | 6:1      | CD Guadalajara |
| 22. August 1943 | Marte    | 0:2      | Moctezuma      |
| 29. August 1943 | Asturias | 4:3      | España         |

### Halbfinale
Im Halbfinale kam es zu zwei Derbys zwischen jeweils zwei Mannschaften aus Mexiko-Stadt, der damals noch unumstrittenen Hauptstadt auch im Fußball des Landes, und aus Orizaba, der selbsternannten „Wiege des Fußballsports in Mexiko“. Im letztgenannten Fall kam es sogar zu einem „Bruderduell“ zwischen dem jüngeren José Antonio Cuburu, der das einzige Tor der Asociación Deportiva Orizabeña (A.D.O.) erzielte, und dem älteren Martín Cuburu, der einen Treffer zum 3:1-Erfolg des späteren Pokalsiegers Moctezuma beisteuerte.
| Datum              |         | Ergebnis  |           |
| ------------------ | ------- | --------- | --------- |
| 5. September 1943  | A.D.O.  | 1:3       | Moctezuma |
| 12. September 1943 | Atlante | 2:1 n. V. | Asturias  |

### Finale
Das Finale wurde am 19. September 1943 – ebenso wie bereits das Viertel- und Halbfinale – im Parque Asturias von Mexiko-Stadt ausgetragen.
|           | Ergebnis  |         |
| --------- | --------- | ------- |
| Moctezuma | 5:3 n. V. | Atlante |

Mit der folgenden Mannschaft gewann die Unión Deportiva Moctezuma den Pokalwettbewerb der Saison 1942/43:
Evaristo Murillo – Faustino Padilla, José Antonio Cevasco, Carlos Bretón – Mario Ballesteros, Dolores Araujo – Alfonso Arnáez, Antonio Villegas, Martín Cuburu, Ernesto Candia, Honorio Arteaga; Trainer: Eduardo Morilla.